# Leptocometes pallidus
Leptocometes pallidus là một loài bọ cánh cứng trong họ Cerambycidae.